# Akmár
Akmár (románul: Acmariu, németül: Meergrub) falu Romániában, Erdélyben, Fehér megyében.

## Fekvése
A Maros bal partján, az Erdélyi-érchegység lábánál, Gyulafehérvártól húsz kilométerre délnyugatra fekszik.

## Nevének eredete
Először 1276-ban, Othmar néven jegyezték fel. Patakjának forrásvidékét 1299-ben Othmarfeo néven említették. Magyar neve 1808-ban Akmár, román neve ugyanakkor Okmára volt. A német Othmar férfinévből származik.

## Története
Nevét 1276-ban Othmar néven említette először oklevél. Az erdélyi püspök ezt és a Hunyad megyei Piski falut adta cserébe a káptalan Körösfői földjéért.
1299-ben "locum... Othmarfeo" alakban, az Akmár patak forrásvidékeként említették, mint az Ompoly völgyére kiterjedő fülesdi uradalom határpontját, magyar lakossága valószínűleg elpusztult. 1580 körül Gyulay Pál volt birtokosaként említve.
Fehér, majd Alsó-Fehér vármegyei román falu volt, lakói a 18–19. században sószállítással is foglalkoztak.
1784-ben az akmáriak Mihăilă Bâja bíró vezetésével felgyújtották Barcsay János kocsmáját.
1768-ban épült ortodox fatemplomát a 20. század második felében a gyulafehérvári várban állították fel.

## Népessége
- 1900-ban 1128 lakosából 1115 volt román nemzetiségű és 1116 ortodox vallású.
- 2002-ben 444 román nemzetiségű lakosából 366 volt ortodox és 52 baptista vallású.

## Jegyzetek

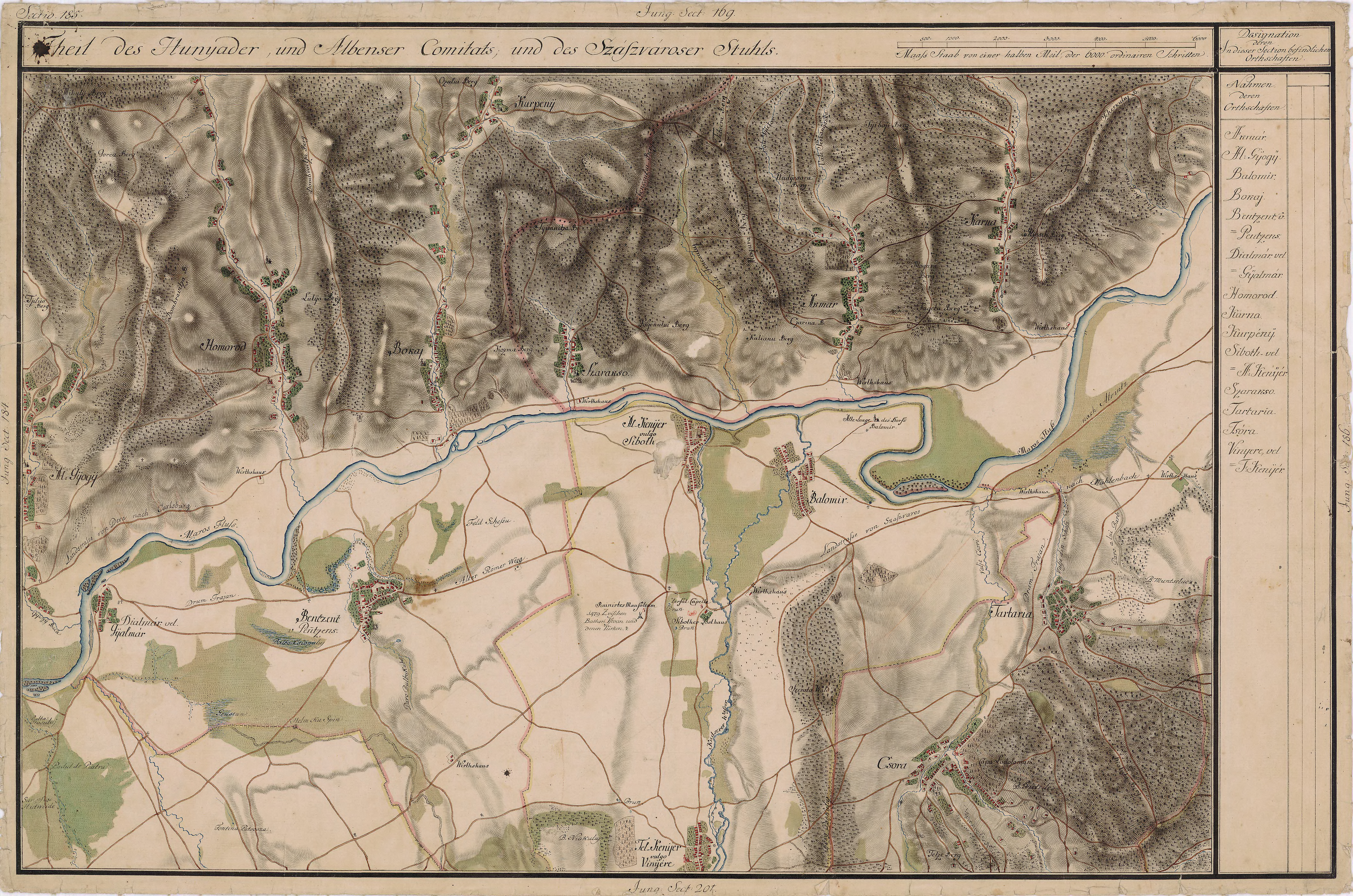
Akmár környéke 1769-1773 között